# Uloborus undulatus
Uloborus undulatus es una especie de araña araneomorfa del género Uloborus, familia Uloboridae. Fue descrita científicamente por Thorell en 1878.
Habita desde Indonesia (Java) hasta Nueva Guinea.